# François Désbonnet
François Léon Joseph Désbonnet (Tourcoing, 29 settembre 1920 – Saint-Lunaire, 7 febbraio 2003) è stato un pallanuotista francese.
Ha rappresentato la Francia alle Olimpiadi estive di Londra 1948.